# Tanums landskommun
Tanums landskommun var en tidigare kommun i Göteborgs och Bohus län.

## Administrativ historik
Kommunen inrättades 1863 i Tanums socken genom 1862 års kommunalförordningar. 30 maj 1890 inrättades i landskommunen Grebbestads municipalsamhälle. En del av landskommunen med municipalsamhället utbröts 1929 och bildade Grebbestads köping. Vid kommunreformen 1952 bildade Tanum tillsammans med Grebbestads köping och Lurs landskommun den nya storkommunen Tanum.
I Tanums landskommun inrättades 1 december 1911 Sannäs municipalsamhälle som upplöstes med utgången av 1954. 25 november 1927 inrättades Havstenssunds municipalsamhälle som upplöstes med utgången av 1957. 
1971 blev området en del av den nybildade kommunen Tanum.

### Kyrklig tillhörighet
I kyrkligt hänseende tillhörde kommunen Tanums församling. Den 1 januari 1952 tillkom Lurs församling.

## Geografi
Tanums landskommun omfattade den 1 januari 1952 en areal av 361,37 km², varav 356,24 km² land.

### Tätorter i kommunen 1960
| Tätort       | Folkmängd |
| ------------ | --------- |
| Grebbestad   | 786       |
| Tanumshede   | 433       |
| Havstenssund | 205       |

Tätortsgraden i kommunen var den 1 november 1960 26,1 procent.

## Politik

### Mandatfördelning i valen 1938–1966
| 9 | 7 | 4 | 5 |

| 24 |

| 9 | 7 | 4 | 5 |

| 22 |

| 8 | 8 | 4 | 5 |

| 23 |

| 13 | 9 | 11 | 7 |

| 37 |

| 12 | 4 | 9 | 9 | 6 |

| 37 |

| 12 | 11 | 8 | 9 |

| 37 |

| 12 | 11 | 9 | 8 |

| 36 |

| 11 | 11 | 9 | 9 |

| 35 |